# ステファン・ミトロヴィッチ
ステファン・ミトロヴィッチ（Stefan Mitrović 、1990年5月22日 - ）は、セルビア・ベオグラード出身のプロサッカー選手。セルビア代表。KAAヘント所属。ポジションは、ディフェンダー。

## 経歴

### クラブ
2012年6月9日、ジュピラー・プロ・リーグのKVコルトレイクと3年契約を結んだ。
2013年5月7日、SLベンフィカに移籍、5年契約を結んだ。しかしリザーブチームのみでトップチームでの出番は全くなかった。2014年1月22日、シーズン終了までの契約でレアル・バリャドリードにレンタル移籍。
2014年7月16日、移籍金175.5万ユーロでSCフライブルクに移籍。10月4日のヴェルダー・ブレーメン戦で移籍後初出場。
2016年7月1日、移籍金150万ユーロでKAAヘントに移籍。
2018年6月5日、移籍金300万ユーロ・4年契約でRCストラスブールに移籍。
2021年7月6日、ヘタフェCFと3年契約を締結した。
2024年2月1日、ヘントに復帰。

### 代表
2014年5月31日のパナマ戦でセルビア代表デビュー。

## 代表歴

### 出場大会
- セルビア代表
  - 2022 FIFAワールドカップ

### 試合数
- 国際Aマッチ 36試合 0得点（2014年-2022年）[12]

| セルビア代表 | 国際Aマッチ | 国際Aマッチ |
| 年           | 出場        | 得点        |
| ------------ | ----------- | ----------- |
| 2014         | 6           | 0           |
| 2015         | 2           | 0           |
| 2016         | 3           | 0           |
| 2017         | 2           | 0           |
| 2018         | 0           | 0           |
| 2019         | 2           | 0           |
| 2020         | 6           | 0           |
| 2021         | 7           | 0           |
| 2022         | 8           | 0           |
| 通算         | 36          | 0           |